# Jan Kasprowicz
Jan Kasprowicz (12. prosince 1860 v Szymborze, Polsko – 1. srpna 1926 v Zakopanem) byl polský básník, dramatik, literární kritik a překladatel patřící do hnutí Mladé Polsko.

## Biografie
Jeden ze zástupců hnutí Mladé Polsko, spjatý s několika hlavními směry soudobé lyriky, především naturalismem, symbolismem a expresionismem. Průkopník v užívání volného verše, předjal i katastrofismus a primitivistické tendence v moderním umění. Byv stavěn na úroveň Adamu Mickiewiczovi, ba dokonce do role "věštce" (wieszcz), považuje se za jednoho z předních básníků v dějinách polské literatury.
Jeho díla, ceněna zejména pro originalitu stylu i tvůrčí nezávislost, vznikala jako plod autorova bolestného životního údělu, provázeného bídou, samotou, rozpadem rodinných vazeb a úsilím o navázání dialogu s Bohem. Odsud také postupné proměny estetických postojů jeho zpočátku rouhačské, později zoufalstvím prosycené tvorby, jejíž finální etapou byla františkánská apoteóza sblížení s přírodou, prostoty a vyrovnání s žitím plným neštěstí. Kasprowicz byl přitom, podle názoru Adama Ważyka, "jedinou religiózní povahou mezi soudobými básníky"; každou existenciální zkušenost svého bouřlivého života odrazil totiž v reflexích, jež jsou hluboko zakořeněny v Bibli a křesťanské tradici. Jiní badatelé věnují pozornost na vývoj vnímání lásky u Kasprowicze: od ničivého erotu po caritas (boží milost).
Významné místo v jeho poezii zaujímalo nadšení pro přírodu rodného Kujavska a později i Vysokých Tater, které rád navštěvoval. Část veršů též vznikla vlivem fascinace kulturou Dálného Východu a řeckou mytologií.

## Díla
Jako překladatel-samouk ovládal klasickou latinu a řečtinu (Aischylos, Euripides), z moderních jazyků francouzštinu (Bertrand, Rimbaud, Maeterlinck) a angličtinu (Shakespeare, Marlowe, Byron (Childe Haroldova pouť, 1895), Shelley (Epipsychidion, 1888), Keats, Thákur, Swinburne, Coleridge (Píseň o starém námořníkovi), Wilde aj.). Věnoval pozornost i písemnictví italskému (d'Annunzio), nizozemskému (Heijermans), německému (Goethe, Schiller) a norskému (Ibsen).
- Z chałupy (1887), Z chalupy
- Poezje (1889), Poezie
- Chrystus (1890), Kristus
- Z chłopskiego zagonu (1891), Ze selského záhonu
- Świat się kończy (1891), Svět se končí
- Anima lachrymans i inne nowe poezje (1894), Anima lachrymans a jiné nové básně
- Miłość (1895), Láska
- Krzak dzikiej róży w Ciemnych Smreczynach (1898), Keř divokých růží v Temných Smrčinách
- Ginącemu światu (1901), Jinému světu
- Salve Regina (1902)
- Ballada o słoneczniku (1908), Balada o slunečnici
- Chwile (1911), Chvíle
- Księga ubogich (1916), Kniha bědných
- Hymny (1921)
- Sita
- Dies Irae
- v českém překladu vyšlo O bohatýrském koni a hroutícím se domu (přel. Jos. Matouš, Praha 1919)
- ve slovenském překladu Hymny (přel. Frant. Šubík, Trnava 1949)